# فردریکو سوم
فردریکو سوم ((به ایتالیایی: Federico III) (۱۳ دسامبر ۱۲۷۲ میلادی – ۲۵ ژوئن ۱۳۳۷ میلادی) سومین فرزند پیتر سوم آراگون بود.